# Gears of War 2
Gears of War 2 je taktická střílečka z pohledu třetí osoby. Byla vyrobena firmou Epic Games a vydána Microsoft Game Studiem pro Xbox 360. Vývoj vedl designér Clifford Bleszinski, který pracoval i na předchůdci Gears of War. Hra převážně využívá vylepšenou verzi Unreal Engine 3. Po prvním týdnu prodeje se mohla hra pyšnit více než dvěma miliony prodaných kusů.